# Sophie de Rheineck
Titres
Comtesse de Hollande
1137 – 1157
Comtesse de Bentheim
1120 – 26 septembre 1176
Sophie de Rheineck (v. 1120 – 26 septembre 1176, Jérusalem) est une femme de la noblesse allemande et néerlandaise. Son père était le comte Otto Ier de Rheineck, le fils de l'antiroi Hermann de Salm, et sa mère Gertrude de Nordheim. Elle fut mariée à Thierry VI de Hollande.
Sophia construisit de nouvelles églises dans les abbayes d'Egmond et Rijnsburg. En 1138, elle fit le pèlerinage de Jérusalem avec son mari. Au cours de leur voyage de retour, ils ont rencontré le pape à Rome.
Après la mort de son mari, elle fit le pèlerinage de Saint-Jacques-de-Compostelle, puis à nouveau deux autres à Jérusalem en 1173 et 1176. Lors de cette dernière visite, elle décéda à l'hôpital de Sainte-Marie-des-Teutoniques à Jérusalem. Elle fut enterrée dans cette ville.